# 3017 Petrovič
3017 Petrovič eller 1981 UL är en asteroid i huvudbältet som upptäcktes den 25 oktober 1981 av den tjeckiske astronomen Antonín Mrkos vid Kleť-observatoriet i Tjeckien. Den är uppkallad efter Štefan Petrovič.
Asteroiden har en diameter på ungefär 12 kilometer och den tillhör asteroidgruppen Eunomia.